# Осада Константинополя (813)
Осада Константинополя — сражение, произошедшее в 813 году между болгарами под командованием хана Крума с одной стороны и византийцами с другой стороны, в результате которого первые потерпели поражение.
В 812—813 годах Фракия находилась под полным контролем болгар. В их руки перешёл Дебелт, жители которого были вынуждены осесть в Болгарии. Вскоре после разгрома императорских войск во втором сражении при Адрианополе хан подошёл к Константинополю. В ходе прошедших в районе столице переговоров и личной его встречи с Львом V византийцы предпринимали безуспешные попытки убить Крума. Оставшись в живых, он нанёс огромный урон пригородам Константинополя и городам Фракии и штурмом овладел Адрианополем. Впоследствии хан переселил его жителей на левобережье нижнего Дуная.
В стремлении оказать отпор болгарам Византия рассчитывала на Франкскую империю и даже подтвердила право Карла Великого на титул императора. Однако Карл Великий не стремился оказать поддержку Льву V. Зимой 813—814 годов Крум проводил усиленную подготовку к осаде Константинополя, однако к моменту её завершения скончался.